# Дитце, Юлия
Ю́лия Ди́тце (нем. Julia Dietze; род. 9 января 1981, Марсель) — немецкая актриса кино и телевидения.

## Биография
Юлия Дитце родилась 9 января 1981 года в Марселе. После переехала в Мюнхен, где росла с двумя младшими сёстрами. Отец — Матиас Дитце, немецкий художник-иллюстратор, мать родом из Марселя. Пробовала себя в качестве скульптора, модели, в течение одного года занималась в Баварской театральной академии Августа Эвердинга (нем. Bayerische Theaterakademie August Everding) под руководством хореографа Джессики Ивансон (нем. Jessica Iwanson), но предпочла карьеру киноактрисы. В кино Юлия попала по воле случая: в 1998 году она была в «Макдональдсе» и громко ругалась со своим молодым человеком. Сидевшая неподалёку женщина пригласила девушку попробоваться на роль скандалистки.

## Избранная фильмография

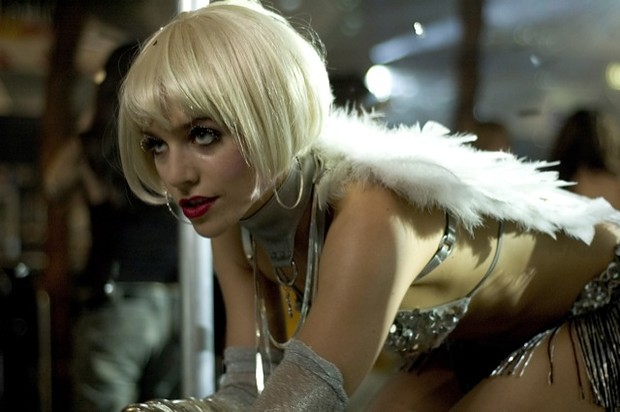
В фильме «Маленький Париж»

- 2002 — Занимаются ли рыбы любовью? / нем. Fickende Fische — Юлия
- 2003 — Сольный альбом / Soloalbum — Франциска
- 2003 — Мой первый парень, мама и я / нем. Mein erster Freund, Mutter und ich — Мэнди
- 2004 — К чему помыслы о любви? / Was nützt die Liebe in Gedanken — Лотте
- 2004 — Вечеринка на Ибице / нем. Pura Vida Ibiza — Карола
- 2005 — Пираты северных морей / нем. Erkan und Stefan in Der Tod kommt krass — Санди
- 2005 — Октоберфест / Oktoberfest — Лиза
- 2006 —  нем. Die Märchenstunde — Мими (в одном эпизоде)
- 2007 — Одно дело на двоих / нем. Ein Fall für zwei — Сандра Солина (в одном эпизоде)
- 2007 — англ. Lilly Schönauer – Umweg ins Glück — Шарлотта «Чарли» Штейн (в одном эпизоде)
- 2007 — Прокурор / англ. Der Staatsanwalt — Джессика Эммерих (в одном эпизоде)
- 2008 —  нем. Ein Fall für KBBG — Бекки
- 2008 — Маленький Париж / нем. Little Paris — Сильвер
- 2008 — Движение вокруг твоей жизни — От наркомана к железному человеку[нем.]  / нем. Lauf um Dein Leben – Vom Junkie zum Ironman — Пиа
- 2008 — Запутались в любви / нем. Robert Zimmermann wundert sich über die Liebe — Лорна
- 2008 — Полтора рыцаря: В поисках похищенной принцессы Херцелинды / 1½ Ritter — Auf der Suche nach der hinreißenden Herzelinde — принцесса Херцелинда
- 2009 — Место преступления. Комиссар Шимански / Tatort — Анетт Бергер (в одном эпизоде)
- 2010 — СОКО Висмар / нем. SOKO Wismar — Яна Кронмёллер (в одном эпизоде)
- 2011 — СОКО Кёльн / нем. SOKO Köln — Лиза Меринг (в одном эпизоде)
- 2012 — Железное небо / Iron Sky — Рената Рихтер, лунная нацистка
- 2014 — Пуля / Bullet — Брук Мэдисон
- 2017 — Зачётный препод 3 / Fack ju Göhte 3 —  Ангелика
- 2019 — Железное небо: Грядущая раса / Iron Sky: The Coming Race — Рената Рихтер, лунная нацистка